# Preston, Texas
Preston är en så kallad census-designated place i Grayson County i Texas. Vid 2010 års folkräkning hade Preston 2 096 invånare.